# Leatherhead
Leatherhead è un paese di 9 685 abitanti della contea del Surrey, in Inghilterra.